# Angelika-Kauffmann-Museum
Das Angelika-Kauffmann-Museum ist ein Museum in Schwarzenberg, Vorarlberg (Österreich), das sich dem Leben und Wirken der Malerin Angelika Kauffmann widmet. Im selben Gebäude befindet sich das Heimatmuseum. 
Obwohl Angelika Kauffmann in Chur in der Schweiz geboren wurde, war sie dem Heimatdorf ihres Vaters, Schwarzenberg, eng verbunden. Gemeinsam arbeiteten sie für den Ortsbischof, schufen Apostelfresken und das Hochaltarbild. Zahlreiche Briefe und Spenden an die Gemeinde zeugen von ihrer lebenslangen Verbundenheit mit Schwarzenberg, auch nach ihrem Umzug nach Italien.

## Das Gebäude
Das Museum ist im sogenannten Kleberhaus untergebracht, einem alten Bauernhaus im traditionellen Holzbaustil des Dorfes aus dem Jahr 1556. Die Ausstellungsfläche ist etwa 220 m² groß. Der ehemalige landwirtschaftliche Flügel des Hauses wurde eigens für das Museum adaptiert. Der Architekt Helmut Dietrich sanierte das Gebäude so, dass charakteristische Merkmale wie alte Bindebalken und dunkle Blockwände erhalten blieben.

## Ausstellungen

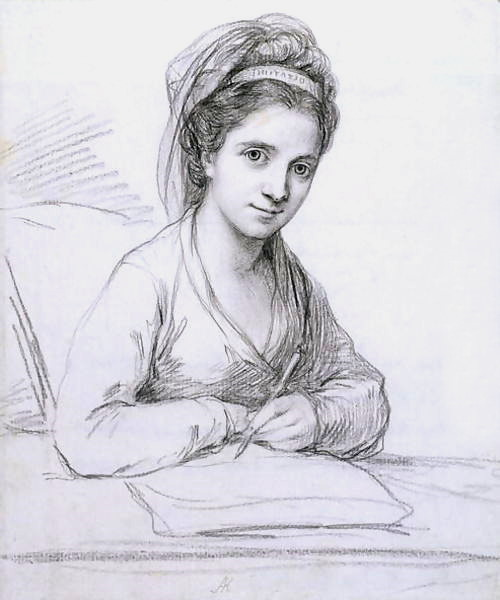
Selbstporträt von Angelika Kauffmann (1771)

In der Ausstellung „Angelika Kauffmann – Unbekannte Schätze aus Vorarlberger Privatsammlungen“ 2019 wurden viele ihrer Bilder erstmals öffentlich gezeigt, da sich große Teile ihres Oeuvres im Besitz privater Sammler befinden.

### Vergangene Ausstellungen
(Quelle: )
- 2021: "Nach Italien! Angelika Kauffmann und die Grand Tour"
- 2019: "Angelika Kauffmann. Unbekannte Schätze aus Vorarlberger Privatsammlungen"
- 2018: "Er ist wer. Männerporträts von Angelika Kauffmann"
- 2017: "Ich sehe mich. Frauenporträts von Angelika Kauffmann"
- 2016: "Das bin ich. Kinderporträts von Angelika Kauffmann"
- 2015: "Angelika Kauffmann. Residenz Rom"

## Heimatmuseum
Neben dem Angelika-Kauffmann-Museum befindet sich im Kleberhaus seit 1928 das Heimatmuseum Schwarzenberg, welches ursprünglich 1913 gegründet wurde. Es dokumentiert die Wohn- und bäuerliche Kultur des 19. Jahrhunderts.

### Vergangene Ausstellungen
(Quelle: )
- 2020/21: "Wem gehört das Bödele? Eine Kulturlandschaft verstehen", "das Beste. Ein Blick in die Sammlung"
- 2017/18: "Heimarbeit. Wirtschaftswunder am Küchentisch"
- 2015/16: "hüslo – bopplo – spielo" (Ausstellung über Spielzeug)

## Fotogalerie

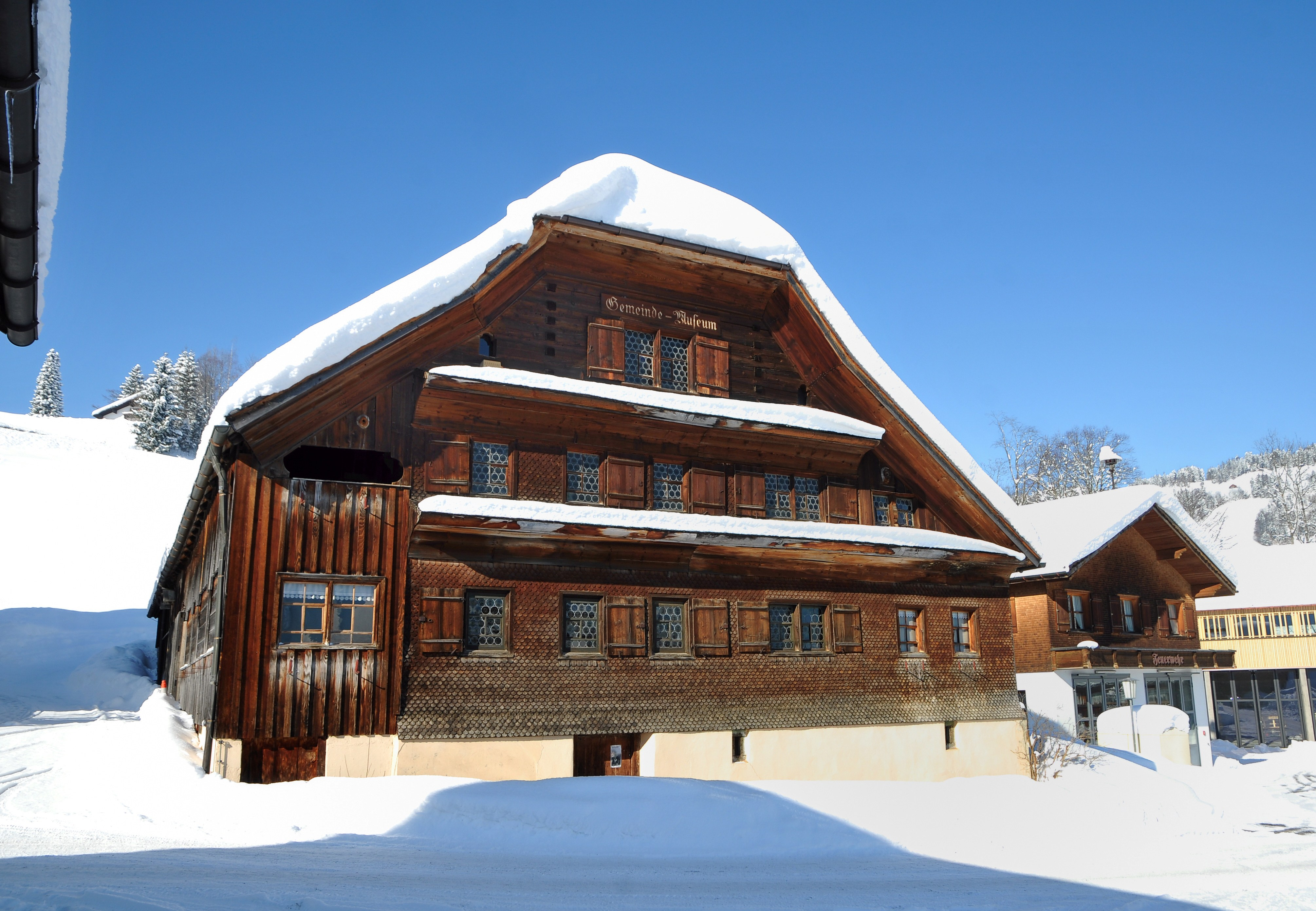
Das Kleberhaus im Winter
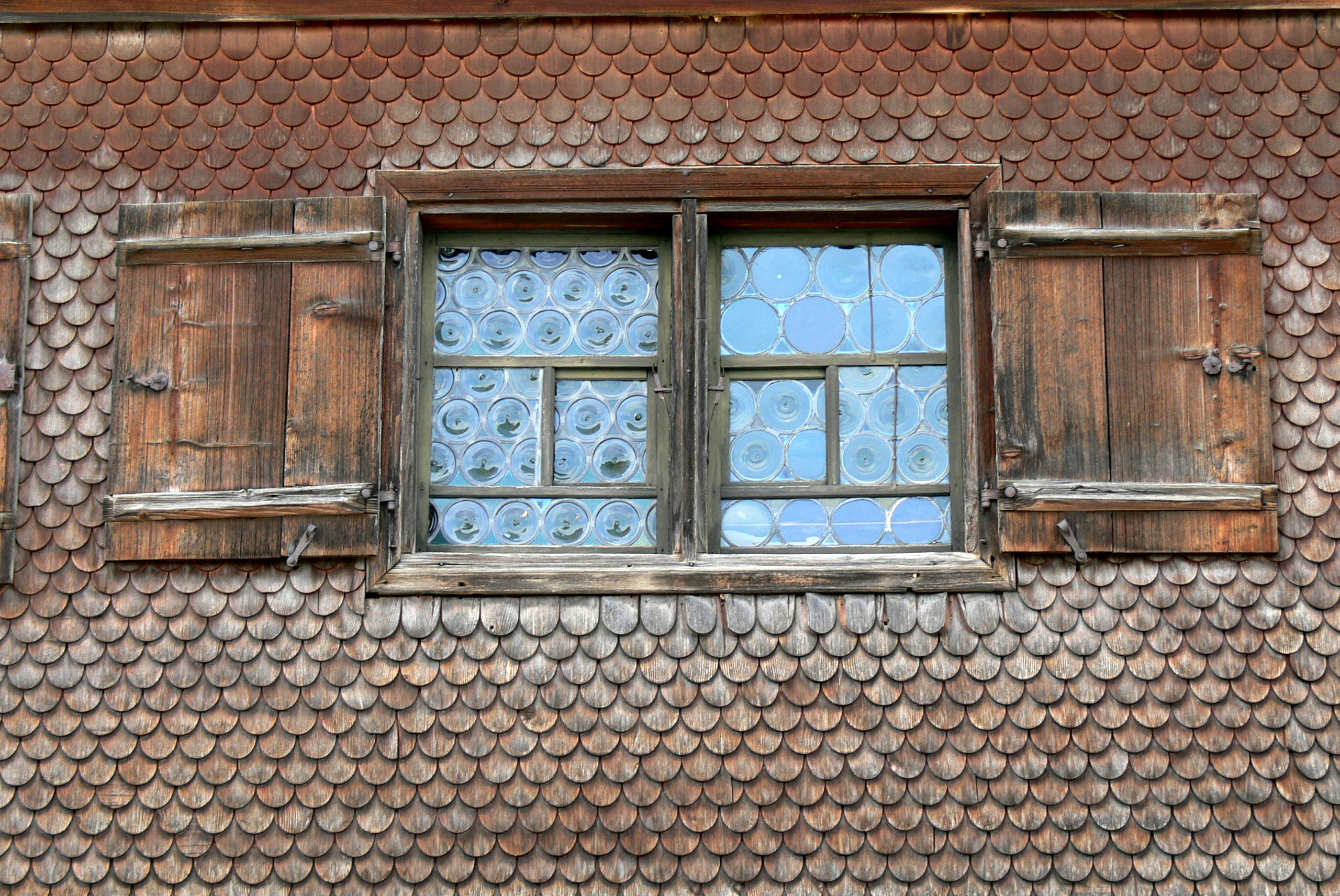
Detail des Gebäudes (Fenster)
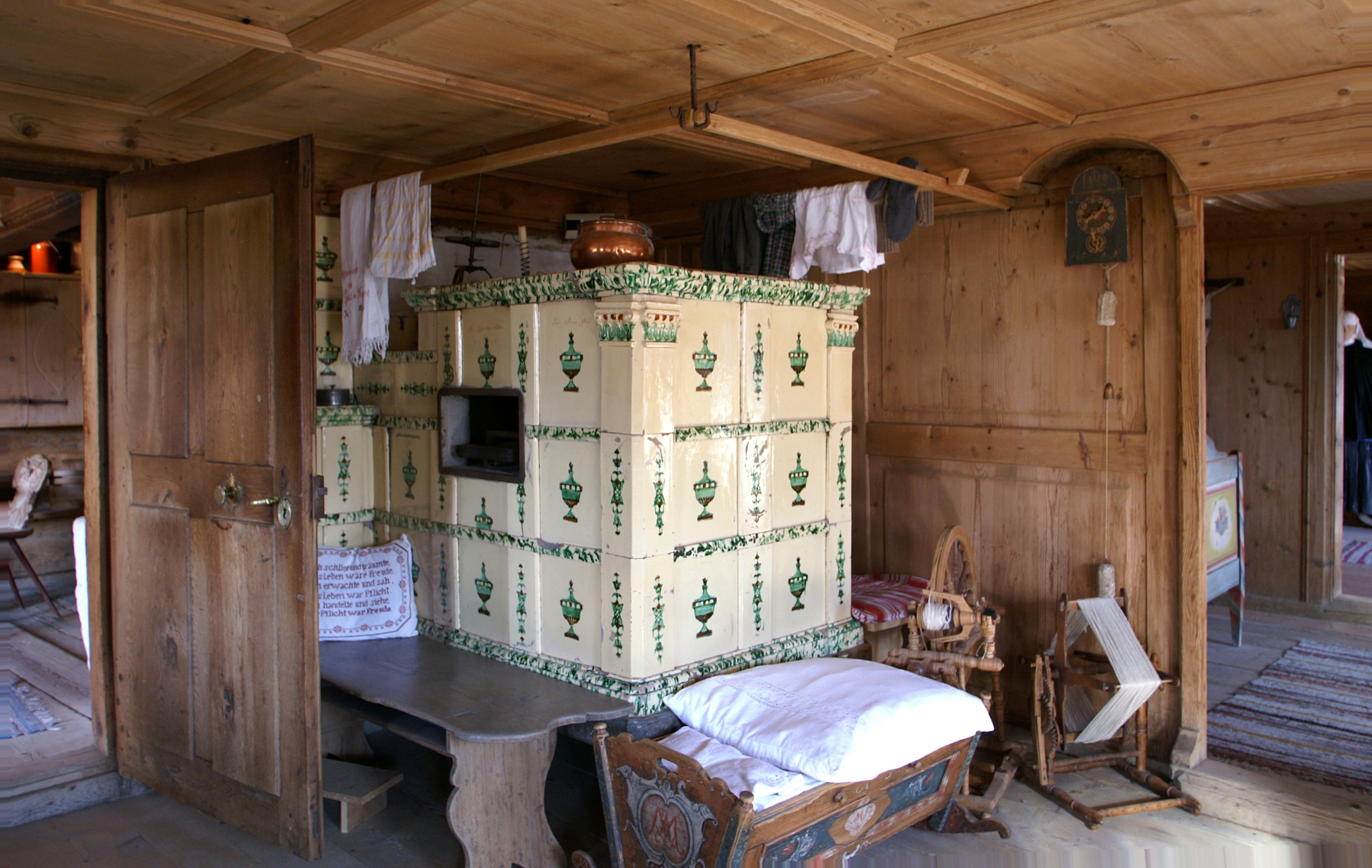
Wohnzimmer
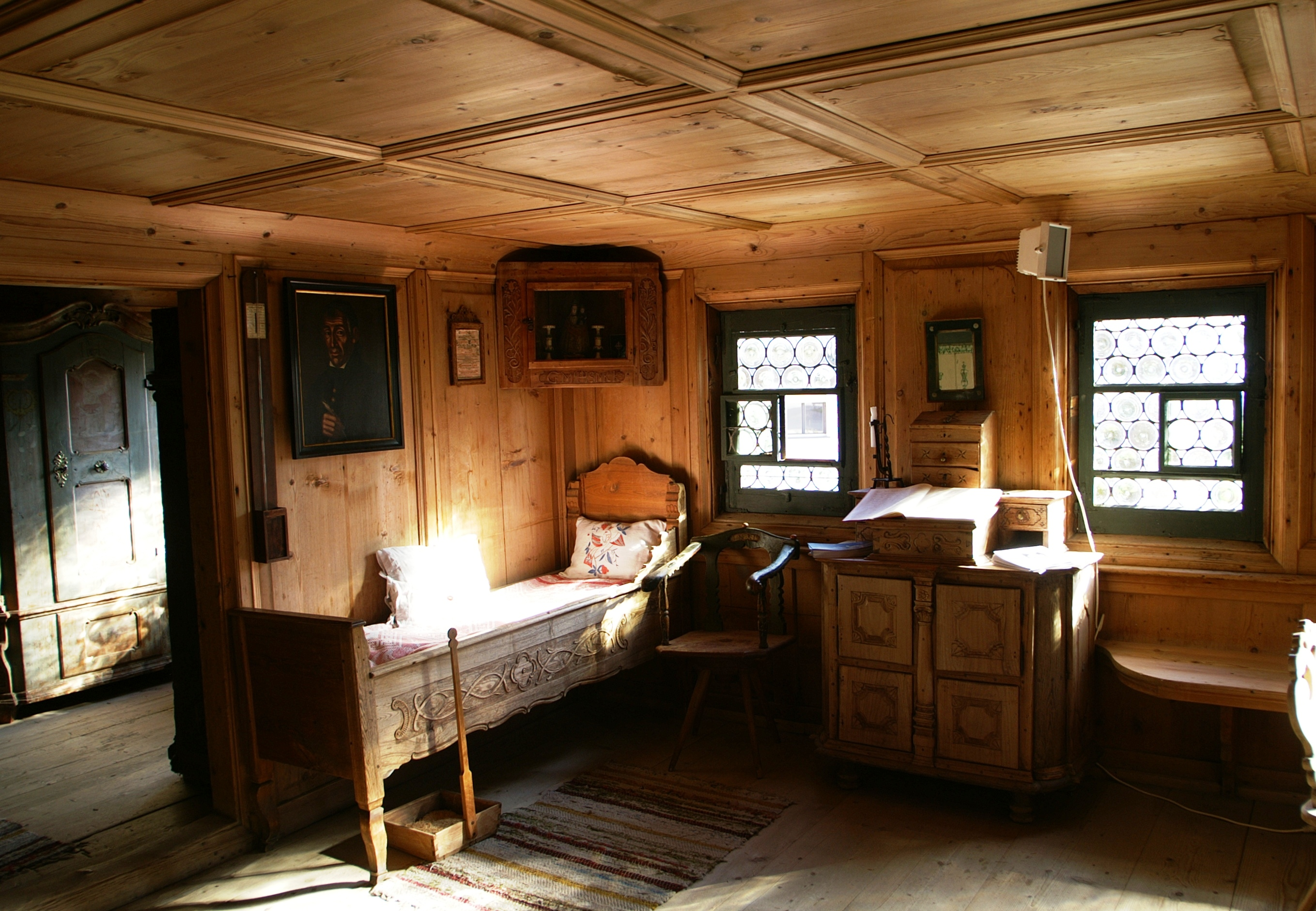
Schlafzimmer
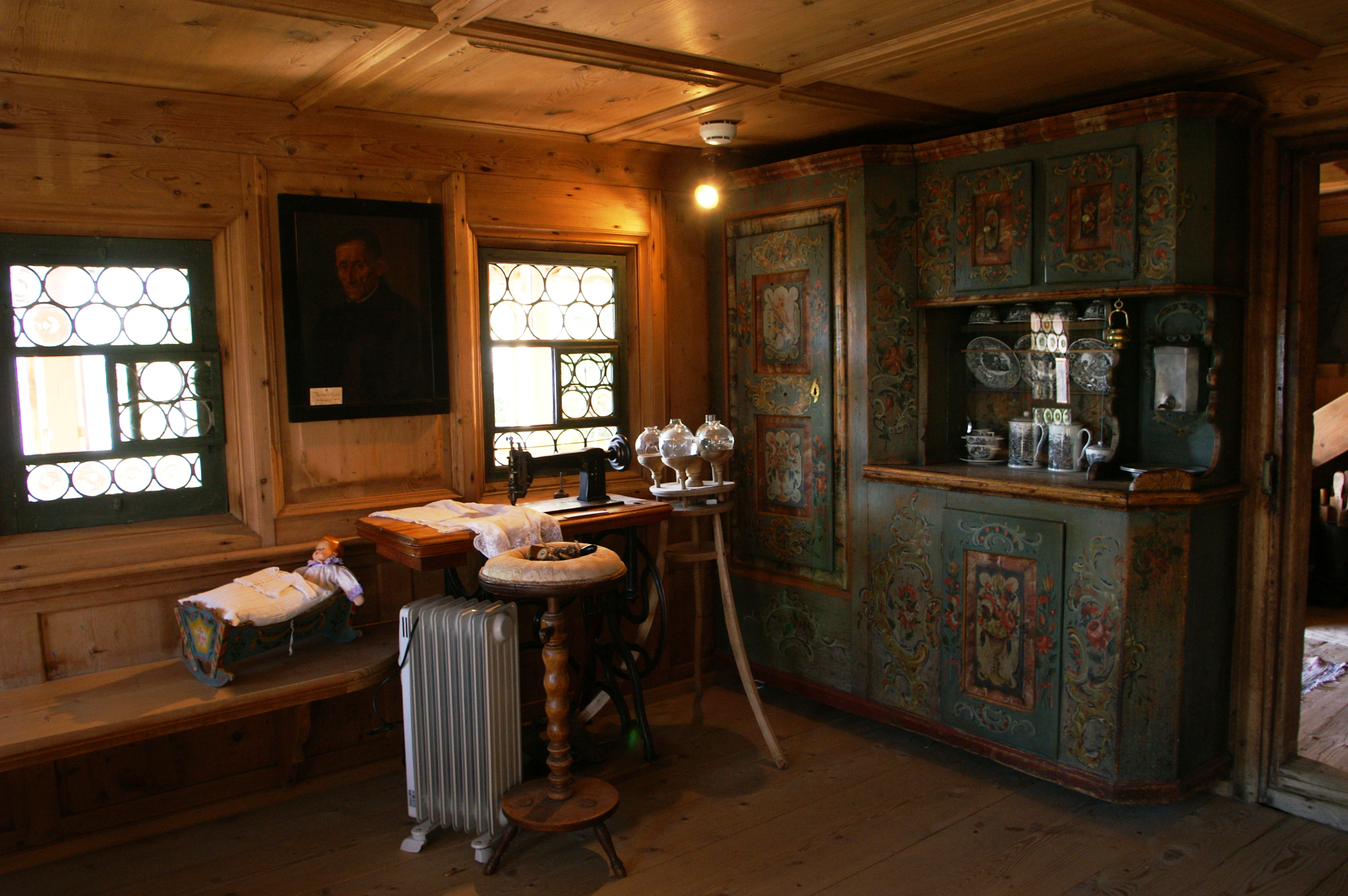
Innenraum